# Christa von Schnitzler

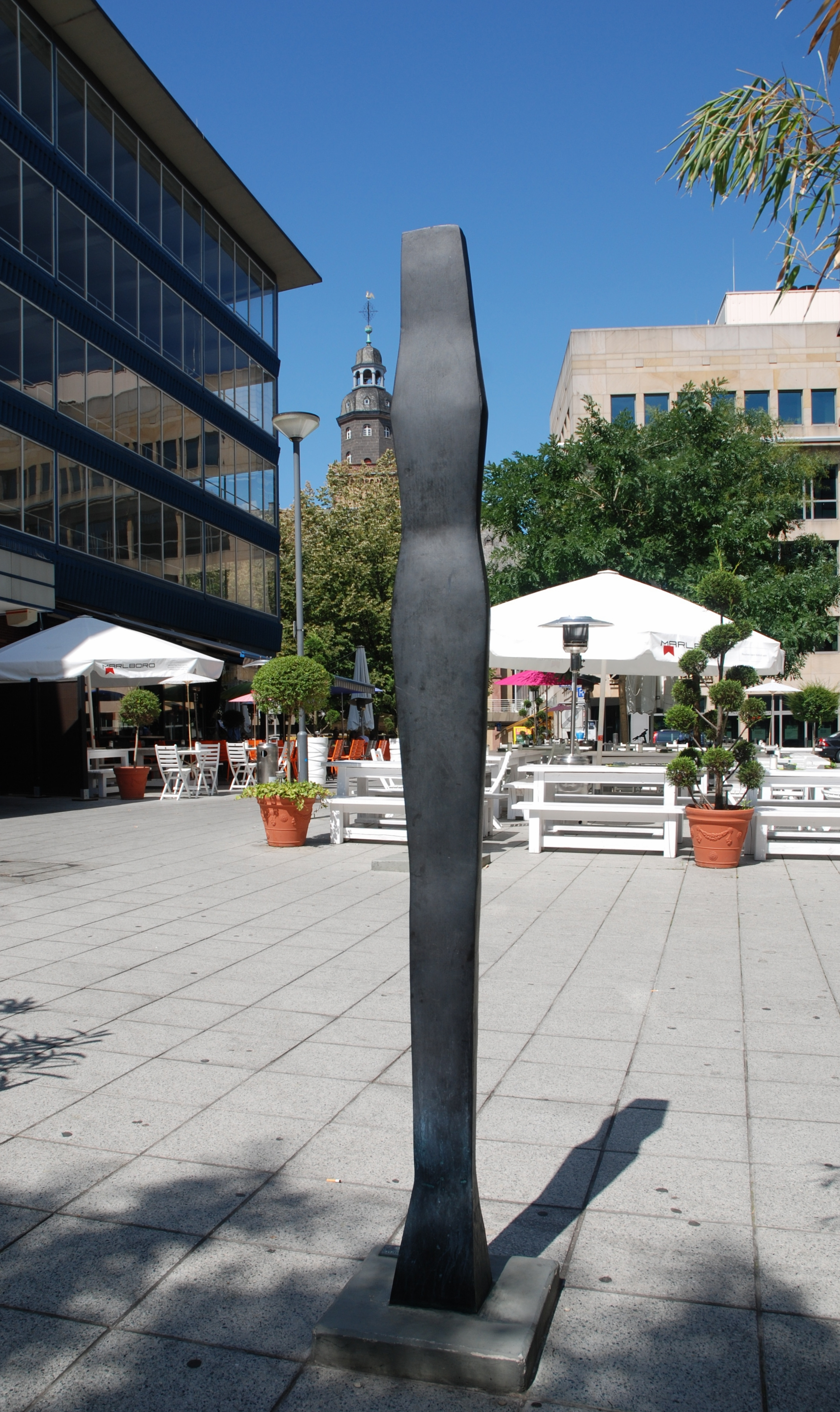
Große Stehende (1978/1980), Frankfurt am Main

Christa von Schnitzler (* 12. Juli 1922 in Köln; † 28. Juni 2003 in Frankfurt am Main) war eine deutsche Bildhauerin.

## Leben
Christa von Schnitzler, 1922 in Köln geboren als Tochter von Werner Arthur von Schnitzler aus der Kölner Bankiersfamilie Schnitzler, lebte zwischen 1928 und 1939 abwechselnd in Frankreich, Deutschland und England, von 1941 bis 1947 dann in Frankfurt am Main. Sie wurde in die Bildhauerklasse von Toni Stadler an der Städelschule aufgenommen und folgte Stadler 1947 an die Akademie der Bildenden Künste nach München, wo sie 1952 ihr Studium der Bildhauerei abschloss. Ihre erste Einzelausstellung hatte von Schnitzler 1958 im Kunstverein Köln. 1965 erhielt sie den Burda-Preis, wurde Mitglied im Deutschen Künstlerbund und der Neuen Gruppe München. Im folgenden Jahr kehrte sie zusammen mit ihrem Mann, dem Bildhauer Michael Croissant, nach Frankfurt am Main zurück. (Croissant hatte eine Professur an der Städelschule angenommen.) Im Jahr 1984 begegnete von Schnitzler der Künstlerin Gisela Nietmann, mit der sie von da ab in einem gemeinsamen Atelier in Frankfurt am Main zusammenarbeitete.

## Werk
Von Schnitzler begann in den 1950er Jahren mit figürlichen Plastiken, auf die sich Ende der 1950er Jahre bis Anfang der 1960er Jahre eine informelle Werkphase anschloss. Von etwa 1962 bis 1965 schuf sie eine Reihe von Torsi und Fragmenten. Ab den späten 1960er Jahren entstanden die sehr schlank gehaltenen, geschliffenen Holzstelen, die sie zum Teil auch in Bronze gießen ließ. Ihre eindringliche, kontemplative Wirkung beziehen diese aus der nur zeichenhaft übernommenen weiblichen Silhouette einerseits, dem abstrakten Spiel der geschwungenen Linien, Verdickungen und Verdünnungen an der Stele andererseits und schließlich aus der Sparsamkeit, mit der von Schnitzler diese bildhauerischen Mittel einsetzt. Die Stelen, obschon mumienhaft in der Erscheinung, strahlen Selbstgewissheit und Autonomie aus. Aber auch Vereinsamung mag man aus ihnen lesen wollen.

### Werke im öffentlichen Raum (Auswahl)
- 1978: Große Stehende. Bronze, Frankfurt am Main, 1980 aufgestellt
- 1983: Stele „Mädchen“. Bronze, Südufer Universitätsteich, Universität Augsburg[5]

### Auszeichnungen
- 1965: Burda-Preis
- 1996: Ehrenpreis des Merian-Preises, Museum Wiesbaden[6]
- 2003: Goethe-Plakette der Stadt Frankfurt am Main (posthum)

### Einzelausstellungen (Auswahl)
- 1958: Kölnischer Kunstverein
- 1966: Wilhelm-Hack-Museum Ludwigshafen
- 1967: Museum Wiesbaden
- 1971: Schloss Oldenburg
- 1993: Karmeliterkloster, Frankfurt am Main (zusammen mit Gisela Nietmann)
- 1996: Museum Wiesbaden (zusammen mit Dorothee von Windheim; anlässlich der Verleihung des Maria Sybilla Merian-Preises an Dorothee von Windheim und des Ehrenpreises an Christa von Schnitzler)
- 2001: Kunstverein Villa Wessel, Iserlohn[7]
- 2022: Institut für Stadtgeschichte, Frankfurt am Main. Mit Köpfen und Körpern – Christa von Schnitzler zum 100. Geburtstag. Retrospektive im Frankfurter Karmeliterkloster[8]